# Cosmoplatidius simulans
Cosmoplatidius simulans là một loài bọ cánh cứng trong họ Cerambycidae.